# 清化文體旅遊大學
清化文體旅遊大學，一译清化省文化体操旅游大学，是位于越南中北沿海地區清化省清化市的一所公立多科系本科院校，由清化省人民委员会主管。

## 历史沿革
清化文體旅遊大學的前身是成立于1967年的清化文化藝術小學，1978年10月5日升格為中學。2004年，再度升格为清化文化艺术高等专科学校。2011年，越南政府總理阮晋勇決定在清化文化藝術专科学校的基礎上成立本科层次的清化文化體育旅遊大學。

## 學科設置
2022年，清化文體旅遊大學开设了23個本科專業，分别为幼兒教育學、體育教育學、音樂教育學、美術教育學、聲樂、平面設計、服裝設計、法學、英語語言、家庭管理水務、傳播技術、文化政策與藝術管理、文化遺產管理、文化活動組織；圖書館与信息管理、文書 - 檔案、信息技術應用；旅遊管理、導遊；旅遊和旅行服務管理運營、餐旅管理、體育管理、社會工作。碩士學位授權學科2個，分别为文化管理碩士、公共管理碩士，博士學位授權學科1個，文化产业管理。 

## 对外交流
在越南政府着力发展“越寮特殊夥伴關係”的政策下，邻近寮國的清化文體旅遊大學长期招收寮國留学生，至2022年，清化文体旅游大学已经为寮國培养了300余名本科、硕士生等人才。该大学也与菲律宾、中国大陆等地的合作夥伴建立了联系。